# Зафрулла, Мухаммад Хан
Мухаммад Зафрулла Хан (урду محمد ظفر اللہ خان‎; 6 февраля 1893, Сиалкот, провинция Пенджаб, Британская Индия — 1 сентября 1985, Лахор, провинция Пенджаб, Пакистан) — пакистанский государственный деятель, министр иностранных дел Пакистана (1947—1954). Председатель Генеральной Ассамблеи ООН (1962—1964).

## Биография
Родился в семье известного городского адвоката. Его отец и мать с разных сторон являлись заминдарами. В детстве и юности находился под влиянием матери, вдохновляясь её волей и преданностью мусульманской религии. Впоследствии выпустил книгу под названием «Моя мать».
Являлся представителем религиозного течения Ахмадие, с 1919 по 1935 год занимал должность амира (президента) Лахорского отделения общины. Представлял движение на Всепартийной конференции в 1924 году,
В 1911 году окончил государственный колледж в Лахоре и получил степень бакалавра права. С 1911 по 1914 год учился в Кингс-колледже в Лондоне, был адвокатом в юридической палате Линкольнс-Инн. Вернувшись в Индию он работал в сфере юриспруденции в Сиялкоте до июля 1916 года. Затем Зафрулла переехал в Лахор, где жил и работал вплоть до 1935 года. В 1926 году был избран в состав Законодательного совета Пенджаба. Председательствовал на Делийском собрании Всеиндийской мусульманской лиги в 1931 году, где отстаивал права индийских мусульман. В 1930, 1931 и 1932 годах был делегатом на индийских конференциях «за круглым столом». С 1931 по 1932 год был председателем Всеиндийской мусульманской лиги. В 1933 году стал делегатом совместно избранного Комитета парламента по вопросам индийских реформ.
В 1941—1942 годах был назначен Генеральным агентом Индии в Китае, затем представлял Индию в качестве кандидата от индийского правительства на Конференции по Содружеству в 1945 году, выступал за предоставление независимости Индии.
В мае 1935 года он был назначен министром железных дорог Британской Индии. С 1935 по 1941 год являлся членом Исполнительного совета вице-короля Индии, отвечал за вопросы торговли, железных дорог, промышленности, трудовых отношений, права и военных поставок. В 1939 году он представлял Британскую Индию в Лиге Наций. В 1942 году являлся Генеральным агентом Индии в Китае. В 1945 году представлял Индию в качестве делегата индийского правительства на Конференции Британского Содружества.
В сентябре 1941 года был назначен судьёй Федерального суда Индии, эту должность он занимал до июня 1947 года. В июле 1947 года представлял Пакистан в комиссии лорда Рэдклиффа по делимитации границы с Индией. В октябре того же года представлял Пакистан на Генеральной Ассамблее ООН в качестве руководителя делегации государства и выступал от лица мусульманского мира в отношении палестинского вопроса.
В 1947 году был назначен министром иностранных дел Пакистана, эту должность он занимал в течение 7 лет. С 1948 по 1954 год он представлял Пакистан в Совете Безопасности ООН, выступал за освобождение оккупированных, по мнению пакистанской стороны, территорий, таких как Кашмир, Северная Ирландия, Эритрея, Сомали, Судан, Тунис, Марокко и Индонезия. В 1954 году от имени Пакистана подписал пакт о создании СЕАТО. В 1953 году в кровавых беспорядках в Лахоре религиозные экстремисты призвали к его отставке из-за приверженности главы МИДа к исламскому течению Ахмадие. Протесты привели к первому в истории Пакистана введению в стране режима военного положения. Под давлением религиозных фанатиков в октябре 1954 года он был вынужден покинуть пост министра иностранных дел.
С 1954 по 1961 года являлся судьёй Международного суда ООН в Гааге, с 1958 года являлся заместителем председателя суда. Затем в период с 1961 по 1964 год был постоянным представителем Пакистана при ООН, с 1962 года он в течение двух лет был председателем Генеральной Ассамблеи ООН. В 1970 году он был избран президентом Международного суда ООН в Гааге, эту должность он занимал до 1973 года.
С 1973 по 1983 год жил в Великобритании, затем переехал в Лахор. Похоронен в городе Рабвахе, который является центром ахмадийского мусульманского сообщества.
Являлся автором нескольких книг по исламу как на урду, так и на английском языке. Среди них: «Индийское дело», «Журнал уголовного права Индии», «Пятнадцатилетний дайджест» и «Повторное издание решений пенджабского уголовного суда, том IV».